# Arrondissement di Les Gonaïves
L'arrondissement di Les Gonaïves è un arrondissement di Haiti facente parte del dipartimento dell'Artibonite. Il capoluogo è Les Gonaïves.

## Geografia antropica

### Suddivisioni amministrative
L'arrondissement di Les Gonaïves comprende 3 comuni:
- Les Gonaïves
- Ennery
- L'Estère